# Debbie Jones-Walker
Debbie Jones-Walker, geborene Debbie Jones (geb. 23. März 1953 in Edmonton, Alberta) ist eine kanadische Curlerin und Olympiasiegerin. 
Ihr internationales Debüt hatte Jones-Walker bei der Weltmeisterschaft 1985 in Jönköping, wo sie die Goldmedaille gewann. 
Jones-Walker spielte als Second der kanadischen Mannschaft bei den XV. Olympischen Winterspielen 1988 in Calgary im Curling. Die Mannschaft von Skip Linda Moore gewann die olympische Goldmedaille nach einem 7:5-Sieg im Finale gegen Schweden um Skip Elisabeth Högström. Da Curling damals noch eine Demonstrationssportart war, besitzt die Medaille keinen offiziellen Status.

## Erfolge
- 1. Platz Olympische Winterspiele 1988 (Demonstrationswettbewerb)
- Weltmeisterin 1985
- 2. Platz Weltmeisterschaft 1995